# Hans Friedrich (político)
Hans Friedrich (2 de fevereiro de 1917 – 25 de junho de 1998) foi um político alemão do Partido Democrático Liberal (FDP) e ex-membro do Bundestag alemão.

## Vida
Nas eleições federais de 1949, foi eleito para o primeiro Bundestag alemão na lista do estado de Hesse do FDP.

## Literatura
Herbst, Ludolf; Jahn, Bruno (2002).  Vierhaus, ed. Biographisches Handbuch der Mitglieder des Deutschen Bundestages. 1949–2002 (em alemão). München: De Gruyter - De Gruyter Saur. 1715 páginas. ISBN 978-3-11-184511-1